# Metro lleuger de Tunis
El metro lleuger de Tunis (àrab: المترو الخفيف لمدينة تونس, al-Mitrū al-Ḥafīf li-madīnat Tūnis) és un mitjà de transport públic ferroviari de l'àrea metropolitana de Tunis en funcionament des de 1985.
Es tracta d’un metro lleuger, una forma intermèdia entre el metro i el tramvia, ja que els trens circulen per la ciutat en un lloc reservat a l’ exterior, amb un trànsit excepcionalment subterrani quan passa pels principals nodes de trànsit.
El metro lleuger està gestionat per la Société des transports de Tunis, també coneguda amb el nom comercial de Transtu, una empresa de transport públic nascuda el 2003 a partir de la fusió entre la Société du metro light de Tunis (SMLT fundada el 1981) i la Companyia Nacional transport (SNT fundada el 1963).

## Història

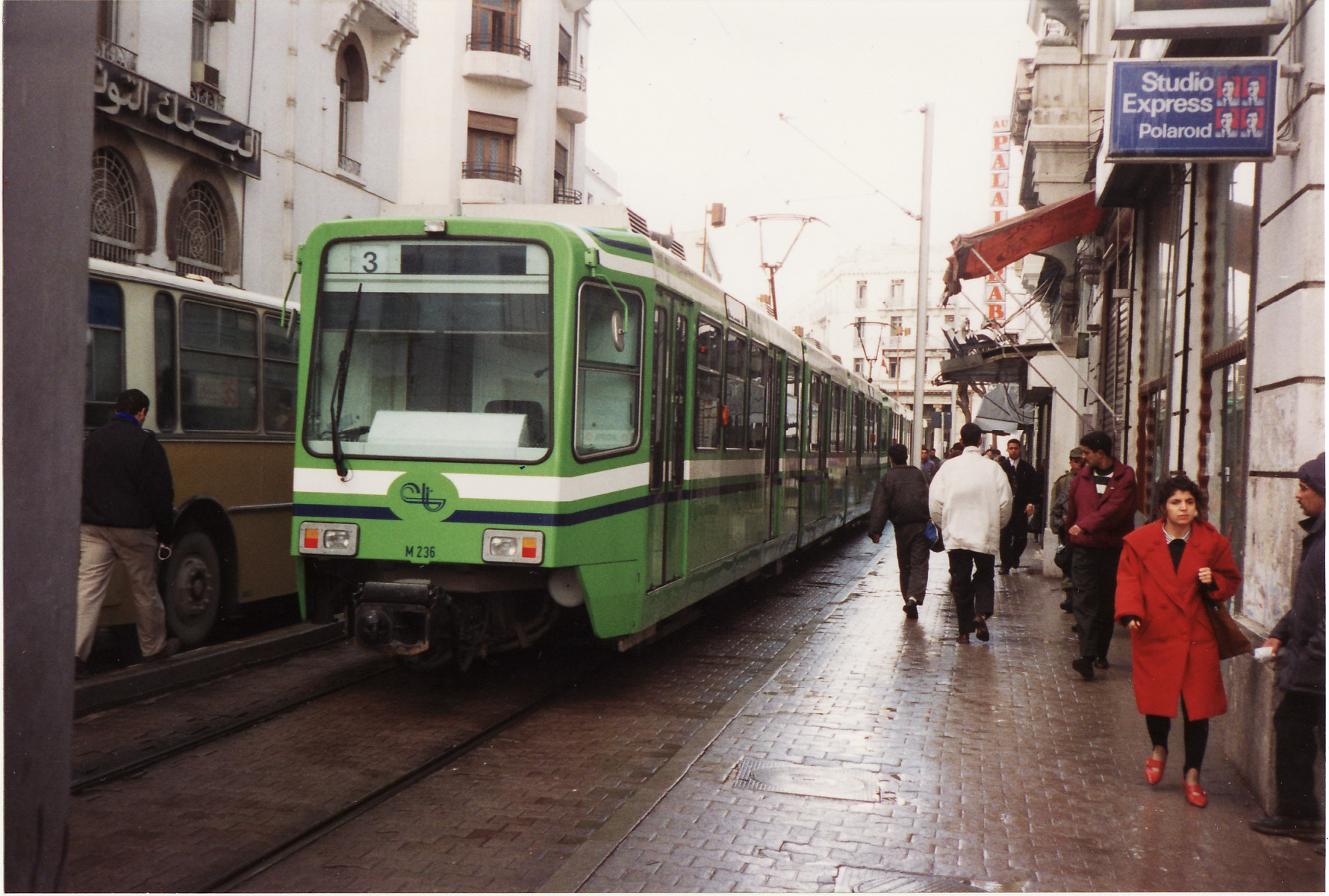
Tren Siemens el 1994.

### Naixement del metro lleuger
La ciutat de Tunis tenia un antic sistema de tramvia que, com en moltes ciutats, va ser finalment desmantellat. Amb el creixement de l’àrea metropolitana de la postguerra i la congestió del trànsit que va seguir, es va fer evident la necessitat d’un sistema de transport de rodalies. La ciutat finalment va prendre la decisió de connectar els suburbis al centre de la ciutat amb una moderna xarxa de tramvies. El sistema va ser lliurat clau en mà per un consorci dirigida per Siemens. La companyia de metro lleuger de Tunis (SMLT) es va fundar el 1981 per gestionar l’operació.

### Construcció de línies
L’inici de les obres de la línia 1, que va començar el 1981, es va completar amb la posada en servei de la línia (cap a Ben Arous) el 1985. La connexió entre les línies d’autobús i la línia 1 a l'estació d’El Ouardia es va completar un any després, el 1986.
Les altres línies es van posar en servei uns anys després.: la 2 (nord) el 1989, la 3 (oest) i la 4 (cap a Le Bardo) el 1990, la línia 5 (nord-oest) el 1992. Algunes línies es van ampliar, com la línia 3 el 1992 i la línia 4 fins a Den Den el 1997. La creació de la Société des transports de Tunis per fusió de SMLT i SNT va tenir lloc el 2003.
El 12 novembre 2008, la nova línia 6 - 6,8 kilomètres i que dona servei a onze estacions entre la plaça de Barcelona i El Mourouj 4 - entra en servei després de les obres iniciades el 2005 i la posada en marxa l'11 d'agost de 2008 des d’un primer tram fins a El Mourouj 2. El 10 de desembre de 2009 finalment es va inaugurar l'ampliació de la línia 4, amb un retard d’un mes i mig en comparació amb els terminis previstos.

### Projecte cancel·lat
A més, en el marc de l’onzè pla quinquennal (2007 - 2011), es projecten projectes d’extensió de la xarxa als districtes d’ El Menzah, Ennasr o fins i tot a les ciutats dels suburbis (Le Kram, Aïn Zaghouan, Sidi Daoud i Bhar Lazrak) s’estan considerant.

## Equipament
El 2016 hi havia en servei 134 conjunts de trens, tots lliurats entre 1984 i 1997. Els trens estan formats per dos cotxes. Cada element es caracteritza per:
- eixos tipus Bo-2-2-Bo;
- Motors 2 x 240 kW;
- un pes de 40,3 tones;
- una longitud de 30 m per una amplada de 2,47 m.

Els vagons són de color verd amb una línia blanca al centre. Alguns són el mitjà d'anuncis publicitaris.
| Imatge | Sèrie             | Constructor    | ús               | Número vagons | Llargada | Vehicles per tren | Línia |
| ------ | ----------------- | -------------- | ---------------- | ------------- | -------- | ----------------- | ----- |
|        | eixos (Bo-2 - Bo) | Siemens        | 1985- actualitat | 134           | 30 m     | 2                 |       |
|        | Citadis 402       | Alstom Citadis | 2004- actualitat | 39            | 64 m     | 2                 |       |

El 2004 es va concloure un acord entre el govern francès i el tunisià per a l'adquisició de trenta nous conjunts de trens tipus Citadis. Construït per la companyia Alstom, cada comboi, de 64 metres té dos cotxes amb capacitat per a 58 persones assegudes i fins a 208 persones de peu. Al final d'aquest lliurament, el cost del qual s'estima en 40,9 milions d'euros, la flota de Transtu disposarà de 55 nous trens de metro.
Es posen en servei els primers conjunts de trens el 17 setembre 2007. 39 circulen per la xarxa el 2016.

## Xarxa actual

### Presentació de la xarxa
La xarxa de metro lleuger consta de sis línies que cobreixen 45,2 quilòmetres i 66 estacions, cosa que converteix el metro tunisià en el metro lleuger més gran d'Àfrica en termes de longitud de xarxa i nombre de línies. La línia 1 és la més curta amb només onze estacions, mentre que la línia 4 és la més llarga amb 20 estacions. El 2017, la companyia de transports de Tunis va anunciar la retirada de l'estació Habib-Thameur després d’un incendi que va destruir el punt de venda de bitllets.

### Línies en servei
| Línia | Ruta                             | Posada en servei | Darrera extensió | Longitud en km | Nombre de estacions | Equipament |
| ----- | -------------------------------- | ---------------- | ---------------- | -------------- | ------------------- | ---------- |
|       | Plaça Barcelona ↔ Ben Arous      | 1985             | 1986             | 6              | 11                  | Siemens    |
|       | Plaça de la República ↔ L'Ariana | 1989             | 1989             | 6.2            | 12                  | Siemens    |
|       | Marina de Tunis ↔ Ibn Khaldoun   | 1990             | 1992             | 6.5            | 13                  | Siemens    |
|       | Plaça de Barcelona ↔ Kheireddine | 1990             | 2009             | 10             | 20                  | Siemens    |
|       | Plaça de Barcelona ↔ Intilaka    | 1992             | 1992             | 7.1            | 14                  | Citadis    |
|       | Tunis Marine ↔ El Mourouj 4      | 2008             | 2008             | 9.5            | 18                  | Citadis    |

### Estacions de les línies
| Símbol                   | Significat                 |
| ------------------------ | -------------------------- |
| ■                        | Inici i final de línia     |
| ·                        | Estació                    |
|                          | Pàrquing perifèric         |
| TGM                      | Línia Tunis-Goulette-Marsa |
| Estació de tren de Tunis | Estació de tren de Tunis   |

#### Línia 1
| Línia |   | Estacions             | Coordenades geogràfiques                             | Delegació      | P + R | Correspondència |
| ----- | - | --------------------- | ---------------------------------------------------- | -------------- | ----- | --------------- |
|       | ■ | Plaça de Barcelona    | 36° 47′ 46″ N, 10° 10′ 50″ E / 36.79607°N,10.18053°E | Bab El Bhar    |       | + GT            |
|       | · | Bab Alioua            | 36° 47′ 09″ N, 10° 10′ 47″ E / 36.78576°N,10.17982°E | Sidi El Béchir |       |                 |
|       | · | Mohamed-Manachou      | 36° 46′ 56″ N, 10° 10′ 47″ E / 36.78210°N,10.17984°E | Sidi El Béchir |       |                 |
|       | · | 13-agost              | 36° 46′ 30″ N, 10° 10′ 45″ E / 36.77506°N,10.17920°E | Sidi El Béchir |       |                 |
|       | · | Mohamed Ali           | 36° 46′ 04″ N, 10° 11′ 02″ E / 36.76790°N,10.18386°E | El Ouardia     |       |                 |
|       | · | El Kabaria            | 36° 45′ 35″ N, 10° 11′ 26″ E / 36.75986°N,10.19055°E | El Kabaria     |       |                 |
|       | · | Ibn Sina              | 36° 45′ 15″ N, 10° 11′ 38″ E / 36.75429°N,10.19395°E | El Kabaria     |       |                 |
|       | · | El Ouardia VI         | 36° 45′ 15″ N, 10° 11′ 57″ E / 36.75422°N,10.19907°E | El Kabaria     |       |                 |
|       | · | Ciutat Ennour         | 36° 45′ 05″ N, 10° 12′ 17″ E / 36.75147°N,10.20471°E | El Kabaria     |       |                 |
|       | · | Abou El Kacem Echebbi | 36° 45′ 09″ N, 10° 12′ 53″ E / 36.75243°N,10.21474°E | Ben Arous      |       |                 |
|       | ■ | Ben Arous             | 36° 45′ 20″ N, 10° 13′ 13″ E / 36.75548°N,10.22022°E | Ben Arous      |       |                 |

#### Línia 2
| Línia |   | Estacions                       | Coordenades geogràfiques                             | Delegació                  | P + R | Correspondència |
| ----- | - | ------------------------------- | ---------------------------------------------------- | -------------------------- | ----- | --------------- |
|       | ■ | Plaça de la República           | 36° 48′ 23″ N, 10° 10′ 51″ E / 36.80648°N,10.18082°E | Bab El Bhar                |       |                 |
|       | · | Nelson Mandela                  | 36° 48′ 40″ N, 10° 10′ 57″ E / 36.81112°N,10.18256°E | Bab El Bhar                |       |                 |
|       | · | Mohammed-V                      | 36° 48′ 57″ N, 10° 11′ 00″ E / 36.81595°N,10.18321°E | Bab El Bhar                |       |                 |
|       | · | Palestina                       | 36° 49′ 09″ N, 10° 10′ 52″ E / 36.81910°N,10.18099°E | Cité El Khadra             |       |                 |
|       | · | Els jardins                     | 36° 49′ 24″ N, 10° 11′ 08″ E / 36.82342°N,10.18555°E | Cité El Khadra             |       |                 |
|       | · | Cité El Khadra                  | 36° 49′ 45″ N, 10° 11′ 25″ E / 36.82925°N,10.19037°E | Cité El Khadra             |       |                 |
|       | · | La joventut                     | 36° 50′ 00″ N, 10° 10′ 58″ E / 36.83332°N,10.18276°E | Cité El Khadra             |       |                 |
|       | · | Ciutat esportiva                | 36° 50′ 19″ N, 10° 10′ 55″ E / 36.83850°N,10.18200°E | Cité El Khadra / El Menzah |       |                 |
|       | · | 10-desembre-1984                | 36° 50′ 40″ N, 10° 11′ 04″ E / 36.84438°N,10.18431°E | Cité El Khadra             |       |                 |
|       | · | Ciutat de la Ciència ( El Fell) | 36° 50′ 49″ N, 10° 11′ 33″ E / 36.84698°N,10.19237°E | Cita El Khadra             |       |                 |
|       | · | Independència                   | 36° 51′ 16″ N, 10° 11′ 45″ E / 36.85442°N,10.19588°E | Ciutat Ariana              |       |                 |
|       | ■ | Ariana                          | 36° 51′ 35″ N, 10° 11′ 51″ E / 36.85975°N,10.19748°E | Ciutat Ariana              |       |                 |

#### Línia 3
| Línia |   | Estacions             | Coordenades geogràfiques                             | Delegació                       | P + R | Correspondència            |
| ----- | - | --------------------- | ---------------------------------------------------- | ------------------------------- | ----- | -------------------------- |
|       | ■ | Marina de Tunis       | 36° 48′ 00″ N, 10° 11′ 34″ E / 36.80013°N,10.19289°E | Bab El Bhar                     |       | + TGM                      |
|       | · | Farhat-Hached         | 36° 47′ 52″ N, 10° 11′ 10″ E / 36.79789°N,10.18610°E | Bab El Bhar                     |       |                            |
|       | ■ | Plaça de Barcelona    | 36° 47′ 46″ N, 10° 10′ 50″ E / 36.79607°N,10.18053°E | Bab El Bhar                     |       | + Estació de tren de Tunis |
|       | · | Habib-Thameur         | Parades sense servei (2019)                          | Bab El Bhar                     |       |                            |
|       | · | Plaça de la República | 36° 48′ 23″ N, 10° 10′ 51″ E / 36.80648°N,10.18082°E | Bab El Bhar                     |       |                            |
|       | · | Bab El Khadra         | 36° 48′ 37″ N, 10° 10′ 21″ E / 36.81025°N,10.17244°E | Bab Souika                      |       |                            |
|       | · | Bab Laassal           | 36° 48′ 48″ N, 10° 10′ 05″ E / 36.81329°N,10.16815°E | Bab Souika / El Omrane          |       |                            |
|       | · | Bab Saadoun           | 36° 48′ 35″ N, 10° 09′ 43″ E / 36.80977°N,10.16198°E | Bab Souika / El Omrane          |       |                            |
|       | · | Meftah Sâadallah      | 36° 48′ 47″ N, 10° 09′ 23″ E / 36.81305°N,10.15629°E | El Omrane                       |       |                            |
|       | · | Rommana               | 36° 49′ 25″ N, 10° 09′ 03″ E / 36.8235°N,10.1508°E   | El Omrane                       |       |                            |
|       | · | Campus                | 36° 49′ 34″ N, 10° 08′ 38″ E / 36.8260°N,10.1440°E   | El Omrane / El Omrane Supérieur |       |                            |
|       | · | 14-Gener 2011         | 36° 49′ 22″ N, 10° 08′ 24″ E / 36.8229°N,10.1399°E   | El Omrane / El Omrane Supérieur |       |                            |
|       | · | Els gessamins         | 36° 49′ 33″ N, 10° 08′ 05″ E / 36.8259°N,10.1346°E   | Ettahrir / El Omrane Supérieur  |       |                            |
|       | ■ | Ibn Khaldoun          | 36° 49′ 51″ N, 10° 08′ 03″ E / 36.8308°N,10.1342°E   | El Omrane Supérieur             |       |                            |

#### Línia 4
| Linia |   | Estacions              | Coordenades geogràfiques                             | Delegació              | P + R | Correspondència      |
| ----- | - | ---------------------- | ---------------------------------------------------- | ---------------------- | ----- | -------------------- |
|       | ■ | Plaça de Barcelona     | 36° 47′ 46″ N, 10° 10′ 50″ E / 36.79607°N,10.18053°E | Bab El Bhar            |       | + Gare de Tunis      |
|       | · | Habib-Thameur          | Arrêts Non Desservis (2019)                          | Bab El Bhar            |       |                      |
|       | ■ | Place de la République | 36° 48′ 23″ N, 10° 10′ 51″ E / 36.80648°N,10.18082°E | Bab El Bhar            |       |                      |
|       | · | Bab El Khadra          | 36° 48′ 37″ N, 10° 10′ 21″ E / 36.81025°N,10.17244°E | Bab Souika             |       |                      |
|       | · | Bab Laassal            | 36° 48′ 48″ N, 10° 10′ 05″ E / 36.81329°N,10.16815°E | Bab Souika / El Omrane |       |                      |
|       | · | Bab Saadoun            | 36° 48′ 35″ N, 10° 09′ 43″ E / 36.80977°N,10.16198°E | Bab Souika / El Omrane |       |                      |
|       | · | Bouchoucha             | 36° 48′ 33″ N, 10° 08′ 56″ E / 36.80924°N,10.14901°E | Bab Souika / Le Bardo  |       |                      |
|       | · | 20-Mars                | 36° 48′ 30″ N, 10° 08′ 34″ E / 36.80829°N,10.14290°E | Le Bardo               |       |                      |
|       | · | Bardo                  | 36° 48′ 26″ N, 10° 08′ 07″ E / 36.80722°N,10.13523°E | Le Bardo               |       |                      |
|       | · | Essaidia               | 36° 48′ 19″ N, 10° 07′ 36″ E / 36.80540°N,10.12671°E | Le Bardo               |       |                      |
|       | · | Khaznadar              | 36° 48′ 15″ N, 10° 07′ 18″ E / 36.80416°N,10.12174°E | Le Bardo               |       |                      |
|       | · | L'Artisanat            | 36° 48′ 10″ N, 10° 06′ 58″ E / 36.80288°N,10.11601°E | La Manouba             |       |                      |
|       | · | Den Den                | 36° 48′ 08″ N, 10° 06′ 39″ E / 36.80221°N,10.11078°E | La Manouba             |       |                      |
|       | · | Manouba                | 36° 48′ 08″ N, 10° 06′ 09″ E / 36.80209°N,10.10260°E | La Manouba             |       |                      |
|       | · | Slimane-Kahia          | 36° 48′ 12″ N, 10° 05′ 57″ E / 36.80329°N,10.09904°E | La Manouba             |       | P+R/correspondencies |
|       | · | Moncef-Bey             | 36° 48′ 19″ N, 10° 05′ 26″ E / 36.80525°N,10.09065°E | La Manouba             |       |                      |
|       | · | Aboubaker El Razi      | 36° 48′ 27″ N, 10° 04′ 57″ E / 36.80744°N,10.08242°E | La Manouba             |       |                      |
|       | · | Le Pôle technologique  | 36° 48′ 33″ N, 10° 04′ 32″ E / 36.80907°N,10.07547°E | La Manouba             |       |                      |
|       | · | Ksar El Warda          | 36° 48′ 37″ N, 10° 04′ 05″ E / 36.81032°N,10.06792°E | La Manouba             |       |                      |
|       | · | Le Campus              | 36° 48′ 47″ N, 10° 03′ 43″ E / 36.81296°N,10.06191°E | La Manouba             |       |                      |
|       | ■ | Kheireddine            | 36° 48′ 55″ N, 10° 03′ 24″ E / 36.81527°N,10.05675°E | La Manouba             |       | P+R/correspondències |

#### Línia 5
| Línia |   | Estacions             | Coordenades geogràfiques                             | Delegació                        | Correspondència            |
| ----- | - | --------------------- | ---------------------------------------------------- | -------------------------------- | -------------------------- |
|       | ■ | Plaça de Barcelona    | 36° 47′ 46″ N, 10° 10′ 50″ E / 36.79607°N,10.18053°E | Bab El Bhar                      | + Estació de tren de Tunis |
|       | · | Habib-Thameur         | Parades sense servei (2019)                          | Bab El Bhar                      |                            |
|       | ■ | Plaça de la República | 36° 48′ 23″ N, 10° 10′ 51″ E / 36.80648°N,10.18082°E | Bab El Bhar                      |                            |
|       | · | Bab El Khadra         | 36° 48′ 37″ N, 10° 10′ 21″ E / 36.81025°N,10.17244°E | Bab Souika                       |                            |
|       | · | Bab Laassal           | 36° 48′ 48″ N, 10° 10′ 05″ E / 36.81329°N,10.16815°E | Bab Souika / El Omrane           |                            |
|       | · | Bab Saadoun           | 36° 48′ 35″ N, 10° 09′ 43″ E / 36.80977°N,10.16198°E | Bab Souika / El Omrane           |                            |
|       | · | Meftah Sâadallah      | 36° 48′ 47″ N, 10° 09′ 23″ E / 36.81305°N,10.15629°E | El Omrane                        |                            |
|       | · | Rommana               | 36° 49′ 25″ N, 10° 09′ 03″ E / 36.8235°N,10.1508°E   | El Omrane                        |                            |
|       | · | Campus                | 36° 49′ 34″ N, 10° 08′ 38″ E / 36.8260°N,10.1440°E   | El Omrane / Omrane Supérieur     |                            |
|       | · | 14-Gener 2011         | 36° 49′ 22″ N, 10° 08′ 24″ E / 36.8229°N,10.1399°E   | El Omrane / El Omrane Supérieur  |                            |
|       | · | Els gessamins         | 36° 49′ 33″ N, 10° 08′ 05″ E / 36.8259°N,10.1346°E   | Ettahrir / El Omrane Supérieur   |                            |
|       | · | Ettahrir              | 36° 49′ 45″ N, 10° 07′ 43″ E / 36.82907°N,10.12867°E | Ettahrir / El Omrane Supérieur   |                            |
|       | · | Omrana superior       | 36° 49′ 50″ N, 10° 07′ 26″ E / 36.83058°N,10.12401°E | Ettahrir / El Omrane Supérieur   |                            |
|       | · | Ettadhamen            | 36° 50′ 09″ N, 10° 07′ 04″ E / 36.83576°N,10.11764°E | Ettahrir / Ettadhamen            |                            |
|       | ■ | Intilaka              | 36° 50′ 21″ N, 10° 07′ 01″ E / 36.83917°N,10.11701°E | El Omrane Supérieur / Ettadhamen |                            |

#### Línia 6
| Línia |   | Estacions          | Coordenades geogràfiques                             | Delegació      | Correspondència            |
| ----- | - | ------------------ | ---------------------------------------------------- | -------------- | -------------------------- |
|       | ■ | Marina de Tunis    | 36° 48′ 00″ N, 10° 11′ 34″ E / 36.80013°N,10.19289°E | Bab El Bhar    | + TGM                      |
|       | · | Farhat-Hached      | 36° 47′ 52″ N, 10° 11′ 10″ E / 36.79789°N,10.18610°E | Bab El Bhar    |                            |
|       | ■ | Plaça de Barcelona | 36° 47′ 46″ N, 10° 10′ 50″ E / 36.79607°N,10.18053°E | Bab El Bhar    | + Estació de tren de Tunis |
|       | · | Bab Alioua         | 36° 47′ 09″ N, 10° 10′ 47″ E / 36.78575°N,10.17984°E | Sidi El Béchir |                            |
|       | · | Mohamed-Manachou   | 36° 46′ 56″ N, 10° 10′ 47″ E / 36.78210°N,10.17984°E | Sidi El Béchir |                            |
|       | · | 13-agost           | 36° 46′ 30″ N, 10° 10′ 45″ E / 36.77506°N,10.17920°E | Sidi El Béchir |                            |
|       | · | Mohamed Ali        | 36° 46′ 04″ N, 10° 11′ 02″ E / 36.76790°N,10.18386°E | El Ouardia     |                            |
|       | · | Tahar-Haddad       | 36° 45′ 39″ N, 10° 11′ 13″ E / 36.76090°N,10.18694°E | El Kabaria     |                            |
|       | · | Ghazeli            | 36° 45′ 17″ N, 10° 11′ 16″ E / 36.75472°N,10.18764°E | El Kabaria     |                            |
|       | · | Ciutat municipal   | 36° 44′ 54″ N, 10° 11′ 20″ E / 36.74838°N,10.18877°E | El Kabaria     |                            |
|       | · | Ennesri            | 36° 44′ 42″ N, 10° 11′ 25″ E / 36.74510°N,10.19041°E | El Kabaria     |                            |
|       | · | El Montazah        | 36° 44′ 34″ N, 10° 11′ 37″ E / 36.74289°N,10.19350°E | El Kabaria     | P+R/correspondències       |
|       | · | El Mourouj 2       | 36° 44′ 32″ N, 10° 11′ 52″ E / 36.74212°N,10.19781°E | El Kabaria     |                            |
|       | · | El Mourouj 1       | 36° 44′ 18″ N, 10° 12′ 24″ E / 36.73844°N,10.20667°E | El Mourouj     |                            |
|       | · | Medi ambient       | 36° 43′ 59″ N, 10° 12′ 37″ E / 36.73314°N,10.21039°E | El Mourouj     |                            |
|       | · | El Mourouj 3       | 36° 43′ 43″ N, 10° 12′ 39″ E / 36.72873°N,10.21075°E | El Mourouj     |                            |
|       | · | Màrtirs            | 36° 43′ 25″ N, 10° 12′ 43″ E / 36.72357°N,10.21208°E | El Mourouj     |                            |
|       | ■ | El Mourouj 4       | 36° 43′ 11″ N, 10° 12′ 59″ E / 36.71980°N,10.21647°E | El Mourouj     |                            |

## Informació útil

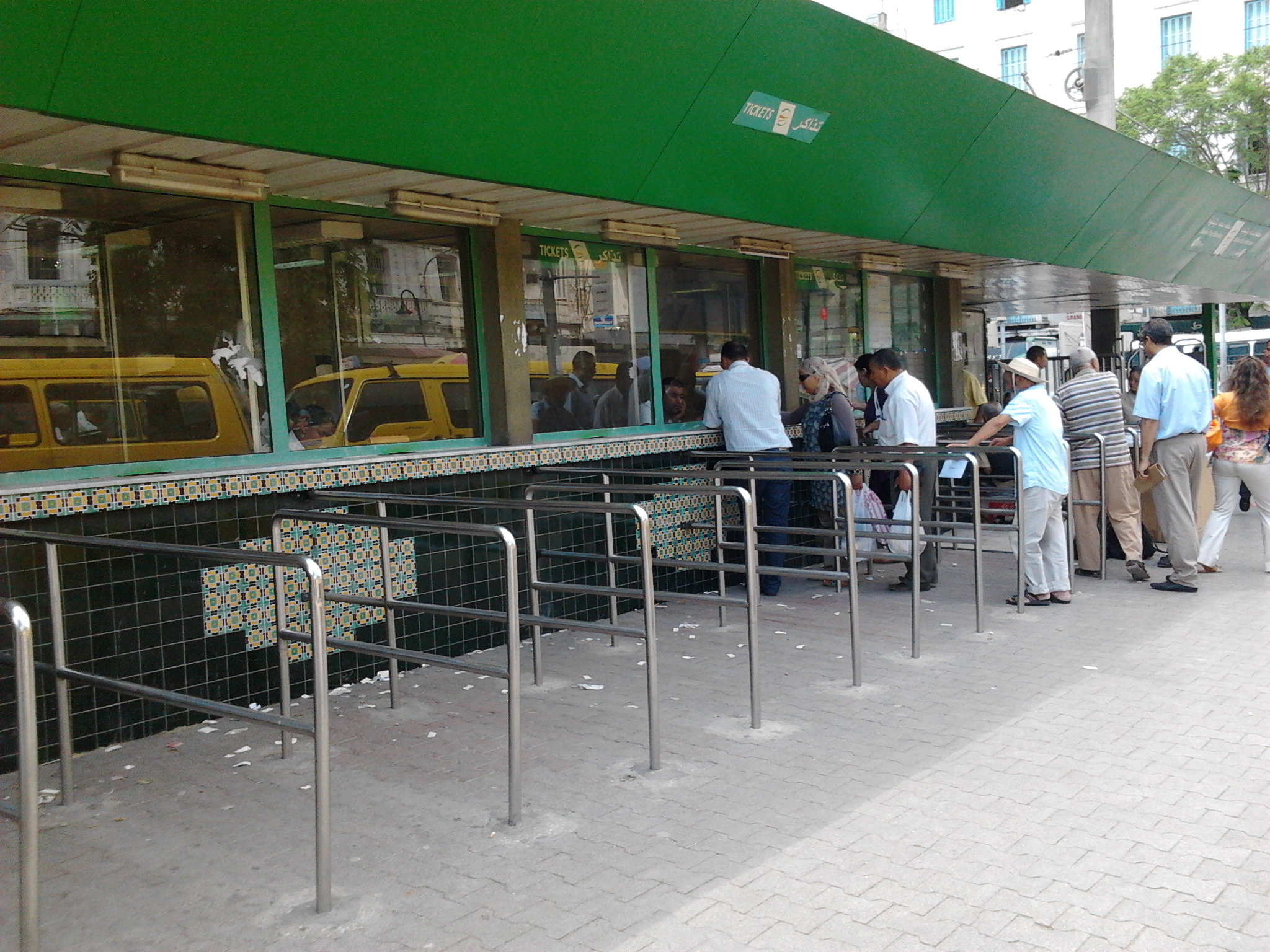
Taquilla a l'estació de la plaça de Barcelona.

El tren lleuger funciona de 3:00 a.m. a mitjanit. Els bitllets de transport es poden adquirir de manera individual, amb carnet, a les taquilles de les estacions (en trens per al servei nocturn) o per subscripció (possibilitat de compra en línia a Internet).
El preu es basa en la distància recorreguda i varia segons el nombre de trams (d’un a vuit) de la ruta. El 2016, un bitllet que cobreix una secció costa 320 mil·limes i un bitllet que cobreix vuit seccions 1.550 dinars.
La freqüència de pas dels trens és teòricament, en hora punta, de sis a vuit minuts i dotze minuts durant la resta del servei.